# Laelaps (Dryptosaurus)
Laelaps is onder andere de naam die in 1866 door Edward Drinker Cope gegeven werd aan een geslacht van theropode dinosauriërs. Later werd duidelijk dat de naam al bezet was door een mijt, Laelaps Koch 1839. Het is dus geen geldig dinosauriërgeslacht.
De typesoort van Laelaps Cope 1866, Laelaps aquilunguis, is in 1877 hernoemd tot Dryptosaurus. Negen verdere dinosauriërsoorten die door Cope tussen 1866 en 1877 in Laelaps benoemd werden, kwamen terecht in Dryptosaurus of andere geslachten.

## Naamgeving

### Etymologie
De geslachtsnaam komt van de hond Laelaps, "stormwind", uit de Griekse Mythologie die altijd ving waar hij op joeg en tijdens een sprong in steen veranderde. Tijdens de Bone Wars tussen Cope en Othniel Charles Marsh werd het geslacht een soort van vuilnisbak voor vele onherkenbare dinosauriërsoorten. In 1877 werd door het geslacht door Copes aartsrivaal Marsh hernoemd tot Dryptosaurus aangezien de naam al vergeven was aan de mijt Laelaps.

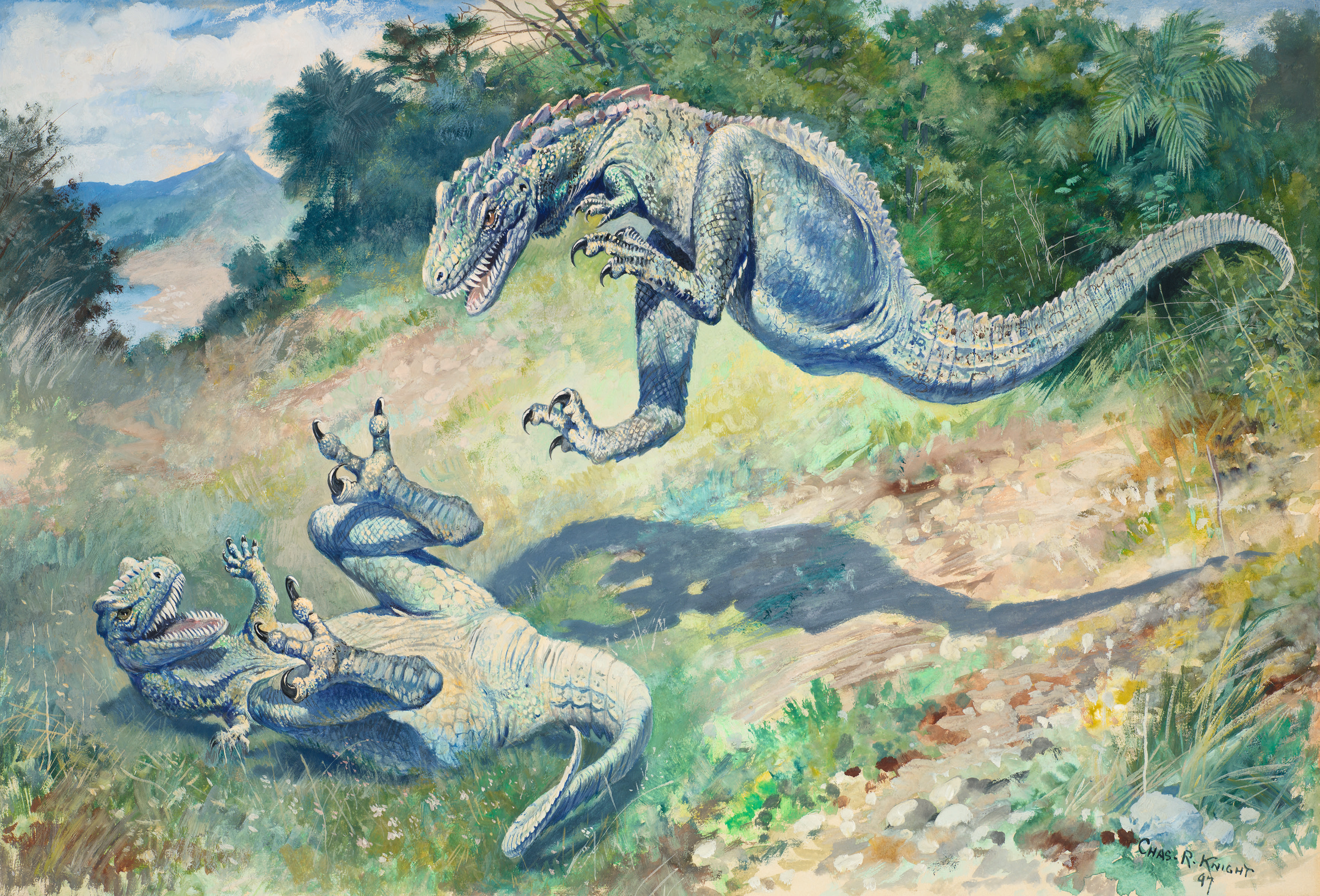
Laelaps, zoals gereconstrueerd door Charles Knight in 1896

### Nog steeds aanvaarde soorten

#### L. aquilunguis

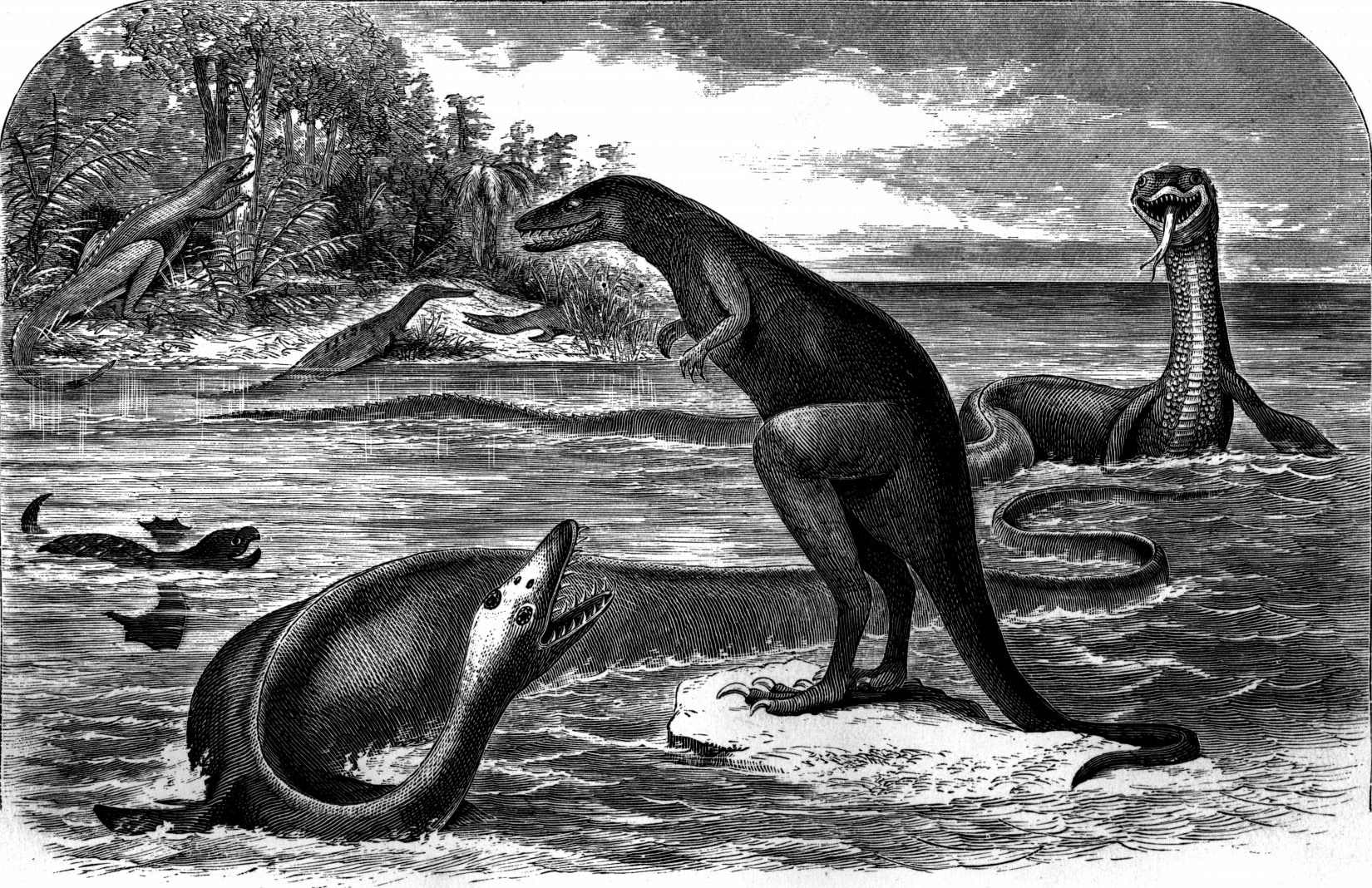
Zo stelde Cope zich Laelaps in 1869 voor. De tweevoetige houding voor theropoden was toen een geheel nieuwe gedachte

De typesoort, gebaseerd op specimen ANSP 9995, een skelet in 1866 gevonden door J.C. Voorhees, hoofdopzichter bij de West Jersey Marl Company's Pits, is Laelaps aquilunguis. De soortaanduiding is afgeleid van het Latijn aquilunguis, "klauwen als een arend hebben". De soort werd in 1877 door Charles Marsh hernoemd tot Dryptosaurus aquilunguis en stamt uit het late Krijt.

#### L. macropus
In 1869 benoemde Cope een Laelaps macropus door van de reeks syntypen op basis waarvan Joseph Leidy in 1865 Coelosaurus antiquus benoemd had een aantal fossielen af te scheiden. De soortaanduiding betekent "met grote voet" in het Grieks. Het gaat om voetresten uit de Navesinkformatie van New Jersey (Campanien-Maastrichtien), specimina AMNH 2550, 2551, 2552 en 2553; deze zijn in het verleden aan Ornithomimus antiquus of Dryptosaurus toegewezen. Naar huidige inzichten zijn ze echter niet van het ornithomimide type en ze komen niet exact overeen met de elementen van enige tyrannosauroïde, hoewel ze het meest op die van Dryptosaurus lijken. Het kan dus gaan om een valide taxon. Oliver Perry Hay hernoemde de soort in 1902 tot Dryptosaurus macropus. In 2017 werden ze benoemd als Teihivenator.

### Verworpen soorten
Cope benoemde nog een aantal soorten. Deze worden tegenwoordig niet als geldige taxa gezien, of omdat het gaat om een jonger synoniem van een andere geldige naam, of omdat het gaat om nomina dubia, namen gebaseerd op materiaal dat te beperkt is om de identiteit eenduidig vast te stellen.

#### L. gallicus
In 1867 benoemde Cope een Laelaps gallicus, "de Franse" in Neolatijn, op basis van wat resten uit Frankrijk van een theropode in 1812 door Georges Cuvier geïllustreerd. De resten waren echter al benoemd als Streptospondylus rostromajor Owen 1842.

#### L. incrassatus
Cope benoemde in 1876 in het artikel Descriptions of some vertebrate remains from the Fort Union Beds of Montana een Laelaps incrassatus, "de verdikte", die later hernoemd zou worden tot Albertosaurus incrassatus. Het gaat om twee tanden, waarvan de grootste het holotype is, AMNH 3962, en die vermoedelijk aan Gorgosaurus toebehoren. Ze waren in 1876 door Cope gevonden bij de bovenloop van de Missouri. Later dat jaar wees Cope nog een stuk onderkaak van een halve meter, specimen AMNH 3963, aan L. incrassatus toe. Ook dit is waarschijnlijk van een gorgosaurus afkomstig.

#### L. explanatus
Laelaps explanatus, "de gladde", werd door Cope in hetzelfde artikel uit 1876 benoemd. Het holotype, specimen AMNH 3958, bestaat uit een verzameling van zesentwintig tanden, vermoedelijk van Saurornitholestes.

#### L. falculus
Als derde soort uit dezelfde publicatie van 1876 benoemde Cope een Laelaps falculus, "het sikkeltje", op basis van holotype AMNH 3959, vier tanden met een lengte van 37 tot 41 millimeter. Vermoedelijk gaat het om tanden van Albertosaurus.

#### L. hazenianus
Reeds in 1876 publiceerde Cope een opvolgend artikel, On some extinct reptiles and Batrachia from the Judith River and Fox Hills Beds of Montana, waarin hij nog eens drie laelapssoorten een naam gaf. De eerste daarvan was Laelaps hazenianus, benoemd op basis van specimen AMNH 3957, tien kleinere tanden. Vermoedelijk gaat het ook hier om tanden van Albertosaurus. De soortaanduiding eert generaal William Babcock Hazen, de commandant van Fort Buford in het toenmalige Dakota Territory, een befaamde held uit de Amerikaanse Burgeroorlog die een grote persoonlijke belangstelling had voor de natuurwetenschappen en Cope vaak geholpen had bij diens expedities.

#### L. laevifrons
Laelaps laevifrons werd in 1876 als tweede soort in de tweede reeks van drie door Cope benoemd. Het holotype, specimen AMNH 3961, bestaat slechts uit een enkele tand, vermoedelijk van Saurornitholestes. De soortaanduiding betekent "linkervoorzijde", een verwijzing naar het feit dat de linkersnijrand boller uitsteekt.

#### L. cristatus
Cope benoemde in 1876 als laatste soort dat jaar een Laelaps cristatus, "de gekamde", op basis van holotype AMNH 3954: twee elf millimeter lange tanden. Deze behoren vermoedelijk aan Troodon.

#### L. trihedrodon
Cope trok zich weinig aan van de hernoeming door zijn rivaal Marsh en bleef rustig de naam Laelaps gebruiken. Dat leidde in 1877 tot een Laelaps trihedrodon, "de drievlakstand", benoemd op basis van materiaal uit het Jura. Alle overblijfselen van deze soort, inclusief holotype, behalve specimen AMNH 5780, vijf beschadigde, gedeeltelijke tandkronen, zijn verloren gegaan. Deze tanden zijn niet te onderscheiden van die van Allosaurus. Volgens sommige onderzoekers is L. trihedron daarom een jonger synoniem van Allosaurus. Sommige van die overeenkomstige eigenschappen zijn echter eigenschappen die oorspronkelijk zijn voor alle Theropoda. Daarom wordt wel gesteld dat niet bewezen kan worden dat L. trihedrodon en Allosaurus identiek zijn, hoewel dit zeer waarschijnlijk is. Dit zou L. trihedrodon een nomen dubium maken.

### Soortenlijst
De ingewikkelde naamgevingsgeschiedenis kan worden samengevat in een soortenlijst waarin ook aangegeven kan worden binnen welke andere taxa de laelapssoorten ooit terechtgekomen zijn.
- Laelaps aquilunguis Cope 1866: typesoort, = Dryptosaurus aquilunguis (Cope 1866) Marsh 1877, = Megalosaurus aquilunguis (Cope 1866) Osborn 1898
- Laelaps gallicus Cope 1867: jonger synoniem van Streptospondylus rostromajor Owen 1842, = Poekilopleuron gallicum (Cope 1867) Cope 1869, = Dryptosaurus gallicus (Cope 1867) Olshevsky 1991
- Laelaps macropus Cope 1868: wellicht valide soort, = Coelosaurus antiquus Leidy 1865 partim, = Dryptosaurus macropus (Cope 1868) Hay 1902
- Laelaps incrassatus Cope 1876: nomen dubium, = Dryptosaurus incrassatus (Cope 1876) Hay 1902, = Deinodon incrassatus (Cope 1876) Osborn 1902, = Albertosaurus incrassatus (Cope 1876) Huene 1932
- Laelaps explanatus Cope 1876: nomen dubium, = Dryptosaurus explanatus (Cope 1876) Hay 1902, = Deinodon explanatus (Cope 1876) Lambe 1902, = Aublysodon explanatus (Cope 1876) Hatcher 1903, = Dromaeosaurus explanatus (Cope 1876) Kuhn 1939, = Paronychodon explanatus (Cope 1876) Olshevsky 1995
- Laelaps falculus Cope 1876: nomen dubium, = Dryptosaurus falculus (Cope 1876) Hay 1902, = Deinodon falculus (Cope 1876) Osborn 1902, = Dromaeosaurus falculus (Cope 1876) Olshevsky 1978
- Laelaps hazenianus Cope 1876: nomen dubium, = Dryptosaurus hazenianus (Cope 1877) Hay 1902, = Deinodon hazenianus (Cope 1876) Osborn 1902
- Laelaps laevifrons Cope 1876: nomen dubium, = Dryptosaurus laevifrons (Cope 1876) Hay 1902, = Deinodon laevifrons (Cope 1876) Osborn 1902, = Dromaeosaurus laevifrons (Cope 1876) Matthew & Brown 1922
- Laelaps cristatus Cope 1876: nomen dubium, = Dryptosaurus cristatus (Cope 1876) Hay 1902, = Deinodon cristatus (Cope 1876) Osborn 1902 non (Marsh 1892) Hay 1902, = Dromaeosaurus cristatus (Cope 1876) Matthew & Brown 1922, = Troodon cristatus (Cope 1876) Olshevsky 1995
- Laelaps trihedrodon Cope 1877: nomen dubium, = Megalosaurus trihedrodon (Cope 1877) Nopcsa 1901; = Dryptosaurus trihedrodon (Cope 1877) Hay 1902, = Creosaurus trigonodon (Cope 1877) Osborn 1931 (sic), = Antrodemus trihedrodon (Cope 1877) Kuhn 1939, = Allosaurus trihedrodon (Cope 1877) Glut 1997, = Hypsirophus trihedrodon (Cope 1877) Cope vide Chure 2001